# Gliwice
Gliwice (← poloneză, în germană Gleiwitz) este un municipiu în voievodatul Silezia, Polonia. Are o populație de 200 361 locuitori și suprafață de 134,2 km².
Fabrica Opel din Gliwice contribuie la exportul regiunii cu o pondere de peste 25%.

## Orașe înfrățite
- Rădăuți (România)
- Bottrop, Germania
- Dessau, Germania
- Doncaster, Regatul Unit
- Kežmarok, Slovacia
- Nacka, Suedia
- Salgótarján, Ungaria
- Valenciennes, Franța

## Personalități marcante
- Rita Jaeger, fotomodel
- Lukas Podolski, fotbalist